# One Shot Ross
Pour plus de détails, voir Fiche technique et Distribution.
One Shot Ross est un film américain réalisé par Clifford Smith, sorti en 1917.

## Synopsis
One Shot Ross, qui a rétabli la loi à Painted Gulch, décide de raccrocher ses armes après avoir vu la fille d'une de ses victimes pleurer sur le corps de son père. En route vers l'Est, sa diligence est attaquée et Ross, assommé, est recueilli par les Sheridan. Sheridan est tué lorsqu'il tombe accidentellement sur Jim Butler et son gang en train de se partager le butin de la diligence. Ross prend pitié de Nan, la fille du vieil homme, et décide d'amener les hors-la-loi devant la justice. Feignant la faiblesse d'esprit, Ross est embauché au ranch de Butler, et il y découvre des preuves de sa culpabilité. À la tête d'un "posse", il capture la bande de Butler, puis galope jusqu'à la cabane des Sheridan où il sauve Nan des mains de Butler.

## Fiche technique
- Titre original : One Shot Ross
- Réalisation : Clifford Smith
- Scénario : Lambert Hillyer
- Photographie : Captain Crane
- Société de production : Triangle Film Corporation
- Société de distribution : Triangle Distributing Corporation
- Pays d’origine :  États-Unis
- Langue originale : anglais
- Format : noir et blanc — 35 mm — 1,37:1 — Film muet
- Genre : Western
- Durée : 50 minutes (5 bobines)
- Dates de sortie :  États-Unis : 14 octobre 1917

## Distribution
- Roy Stewart : "One Shot" Ross
- Josie Sedgwick : Nan Sheridan
- Jack Richardson : Jim Butler
- Louis Durham : "Shorty"
- William Ellingford : Sheridan
- Leo Willis : Briggs